# Jug (dnevni list, Osijek)
Jug je bio hrvatski dnevnik iz Osijeka. Ove novine su počele izlaziti 1918., a prestale su izlaziti 1928. godine.
List je izlazio ujutro. Uredništvo i uprava bili su u Kapucinskoj ulici broj 6.
Kroz svoje postojanje im je nekoliko puta bilo obustavljeno izlaženje.
Uređivali su ga Ivan Malinar, Dragutin Šajn, Peroslav Ljubić, Života Milanović i Zdravko Poznić.